# Dracaena terniflora
Dracaena terniflora är en sparrisväxtart som beskrevs av William Roxburgh. Dracaena terniflora ingår i släktet dracenor, och familjen sparrisväxter. Inga underarter finns listade i Catalogue of Life.